# Alarik Nystén
Alarik Nystén, född 15 juni 1875 i Joensuu, död 12 mars 1936 i Helsingfors, var en finländsk bankman. 
Nystén satt med i direktionen för Helsingfors Aktiebank (HAB) 1916–1921 och var dess koncernchef 1921–1936. Genom ett stort antal skickligt ledda fusioner under hans ledning växte Helsingfors Aktiebank till den tredje största banken i Finland, men under 1930-talet förlorade den terräng framför allt till lokala kreditinstitut. Vid hans bortgång var Helsingfors Aktiebank trots allt en betydande bankinrättning.